# 静岡大学吹奏楽団
静岡大学吹奏楽団（しずおかだいがくすいそうがくだん、Shizuoka University Wind Orchestra）は、日本のアマチュア吹奏楽団。静岡大学に属する吹奏楽クラブである。2024年時点で全日本吹奏楽コンクールに通算21回出場している（金賞1回、銀賞16回、銅賞4回）。

## 歴史
- 1965年 創団
- 1980年 全日本吹奏楽コンクール初出場
- 1998年 18年ぶり2度目となる全日本吹奏楽コンクール出場
- 2007年 全日本吹奏楽コンクールに初の3年連続出場
- 2011年 全日本吹奏楽コンクールに2度目の3年連続出場
- 2017年 節目となる第50回定期演奏会を開催。後に記念CDを発売。
- 2018年 全日本吹奏楽コンクールに6年連続出場[1][2]

## 全日本吹奏楽コンクールの成績
| 年   | 回 | 指揮者              | 課題曲                                          | 自由曲 | 賞                  |
| ---- | -- | ------------------- | ----------------------------------------------- | --- | ------------------- |
| 1998 | 47 | 高倉正巳            | Ⅲ：アルビレオ 保科洋                            | 交響曲第1番「指輪物語」より 第5楽章「ホビットたち」 J.デ=メイ                                                      | 銀                  |
| 1999 | 48 | 高倉正巳            | Ⅳ：行進曲「K点を越えて」 高橋伸哉               | カプリチオ・ブリランテ M.グリンカ／編曲 高倉正巳                                                                   | 銅                  |
| 2000 | 49 | 高倉正巳            | Ⅲ：胎動の時代―吹奏楽のために 池辺晋一郎         | 歌劇「マノン・レスコー」より 第3幕より 間奏曲 G.プッチーニ／編曲 高倉正巳                                          | 東海大会：金賞      |
| 2001 | 50 | 高倉正巳            | Ⅳ：行進曲「SLが行く」 若杉海一                  | 組曲「イタリアの印象」より Ⅴ.ナポリ G.シャルパンティエ／編曲 淀彰                                                  | 東海大会：金賞      |
| 2002 | 51 | 高倉正巳            | Ⅰ：吹奏楽のためのラメント 高昌帥                | シンフォニックバンドのための「パッサカリア」 兼田敏                                                                | 銀                  |
| 2003 | 52 | 三田村健            | Ⅳ：マーチ「ベスト・フレンド」 松浦伸吾          | アルメニアン・ダンス・パートII より Ⅰ.農民の嘆き Ⅲ.ロリの歌 A.リード                                               | 東海大会：銀賞      |
| 2004 | 53 | 三田村健            | Ⅰ：吹奏楽のための「風之舞」 福田洋介            | バレエ音楽「ロメオとジュリエット」より 序奏、朝の踊り、喧嘩、マドリガル、タイボルトの死 S.プロコフィエフ／三井英健 | 東海大会：金賞      |
| 2005 | 54 | 三田村健            | Ⅳ：サンライズマーチ 佐藤俊介                    | ハリソンの夢 P.グレアム                                                                                            | 銀                  |
| 2006 | 55 | 三田村健            | Ⅴ：風の密度 金井勇                              | リコイル J.シュワントナー                                                                                          | 銀                  |
| 2007 | 55 | 三田村健            | Ⅲ：憧れの街 南俊明                              | 華麗なる舞曲 C.T.スミス                                                                                            | 銀                  |
| 2008 | 56 | 3出制度により不出場 | 3出制度により不出場                             | 3出制度により不出場                                                                                                | 3出制度により不出場 |
| 2009 | 57 | 三田村健            | Ⅳ：マーチ「青空と太陽」 藤代敏裕                | ディオニソスの祭 F.シュミット                                                                                      | 銀                  |
| 2010 | 58 | 三田村健            | Ⅱ：オーディナリー・マーチ 高橋宏樹              | ハンガリー民謡「くじゃく」による変奏曲 Z.コダーイ／編曲 森田一浩                                                   | 銀                  |
| 2011 | 59 | 三田村健            | Ⅳ：南風のマーチ 渡口公康                        | 「スペイン狂詩曲」より Ⅱ.マラゲーニャ Ⅳ.祭り M.ラヴェル／編曲 森田一浩                                             | 銅                  |
| 2012 | 60 | 3出制度により不出場 | 3出制度により不出場                             | 3出制度により不出場                                                                                                | 3出制度により不出場 |
| 2013 | 61 | 三田村健            | Ⅲ：復興への序曲「夢の明日に」 岩井直溥          | バレエ音楽「ダフニスとクロエ」第2組曲 より 夜明け、全員の踊り M.ラヴェル／編曲 三田村健                            | 銀                  |
| 2014 | 62 | 三田村健            | Ⅱ：行進曲「勇気のトビラ」 高橋宏樹              | 巨人の肩にのって P.グレアム                                                                                        | 銅                  |
| 2015 | 63 | 三田村健            | Ⅲ：秘儀Ⅲー旋回舞踊のためのヘテロフォニー 西村朗 | 歌劇「エレクトラ」より エレクトラの勝利の踊り R.シュトラウス／編曲 田村文生                                        | 銀                  |
| 2016 | 64 | 三田村健            | Ⅰ：マーチ・スカイブルー・ドリーム 矢藤学        | 華麗なる舞曲 C.T.スミス                                                                                            | 銅                  |
| 2017 | 65 | 三田村健            | V：メタモルフォーゼ〜吹奏楽のために 川合清裕    | オルガンのための交響曲 第4番 ト短調 作品32 ヴィエルヌ／編曲 田村文生                                               | 銀                  |
| 2018 | 66 | 三田村健            | V：エレウシスの祭儀 咲間貴裕                    | 第12旋法によるメタモルフォーゼ O.レスピーギ／編曲 小野寺真                                                         | 銀                  |
| 2019 | 67 | 三田村健            | Ⅴ：ビスマス・サイケデリアI 日景貴文             | 交響曲第2番 長生淳                                                                                                 | 銀                  |
| 2021 | 69 | 三田村健            | Ⅳ：吹奏楽のための「エール・マーチ」 宮下秀樹    | 交響曲第4番「尽きせぬ想ひ」より 第3楽章 長生淳                                                                     | 銀                  |
| 2022 | 70 | 三田村健            | Ⅲ：ジェネジス 鈴木英史                          | いにしえの時から ヴァン=デル=ロースト                                                                              | 銀                  |